# 鋼穴
《鋼穴》（英語：The Caves of Steel），是美國作家以撒·艾西莫夫出版於1954年的科幻小說，第一部以伊利亞·貝萊為主角的科幻推理小說，艾西莫夫以實例說明科幻小說有多種发展可能性，不必自我設限。
這部小說最早在1953年10月到12月於《銀河雜誌》連載。1954年由雙日出版社集結出書。1964年英國廣播公司（BBC）曾改編成電視劇，目前多數剧集已遺失，僅有片段存留。1989年6月，英國廣播公司再次將改其編成廣播劇。

## 故事情節
公元3421年，兩千多年後的地球人滿為患，為了生存效率，地球人集體像螞蟻般，聚居在大型城市之中，終年不見天日。他們管殖民外星的人類叫「太空族」，外世界地廣人稀，與地球人有不少文化上的衝突，在過去的歷史裡，太空族甚至一度武力逼迫地球就範。在太空族建立太空城與地球人劃定楚河漢界後，一切劍拔弩張，都化為檯面下的角力。
而在当时卻死了一個太空族，嫌犯疑似為地球人，中年警探以利亞·貝萊（Elijah Baley）在局長的軟言利誘下，必須跟他最討厭（也是地球人最討厭）的太空族機器人機·丹尼爾·奧利瓦（R. Daneel Olivaw）搭檔緝兇。偵查過程中，貝萊逐漸瞭解太空族的用心良苦，也接受機器人的存在。最後他察覺此案一開始就受到外力介入，秘密行動消息走漏，不僅遭人跟蹤監視，最後還被栽贓陷害，但是綜合這些「線索」，貝萊也在最後時刻，找出真兇。

## 外部連結
- 艾西莫夫官方網頁 （页面存档备份，存于）